# 大同郷

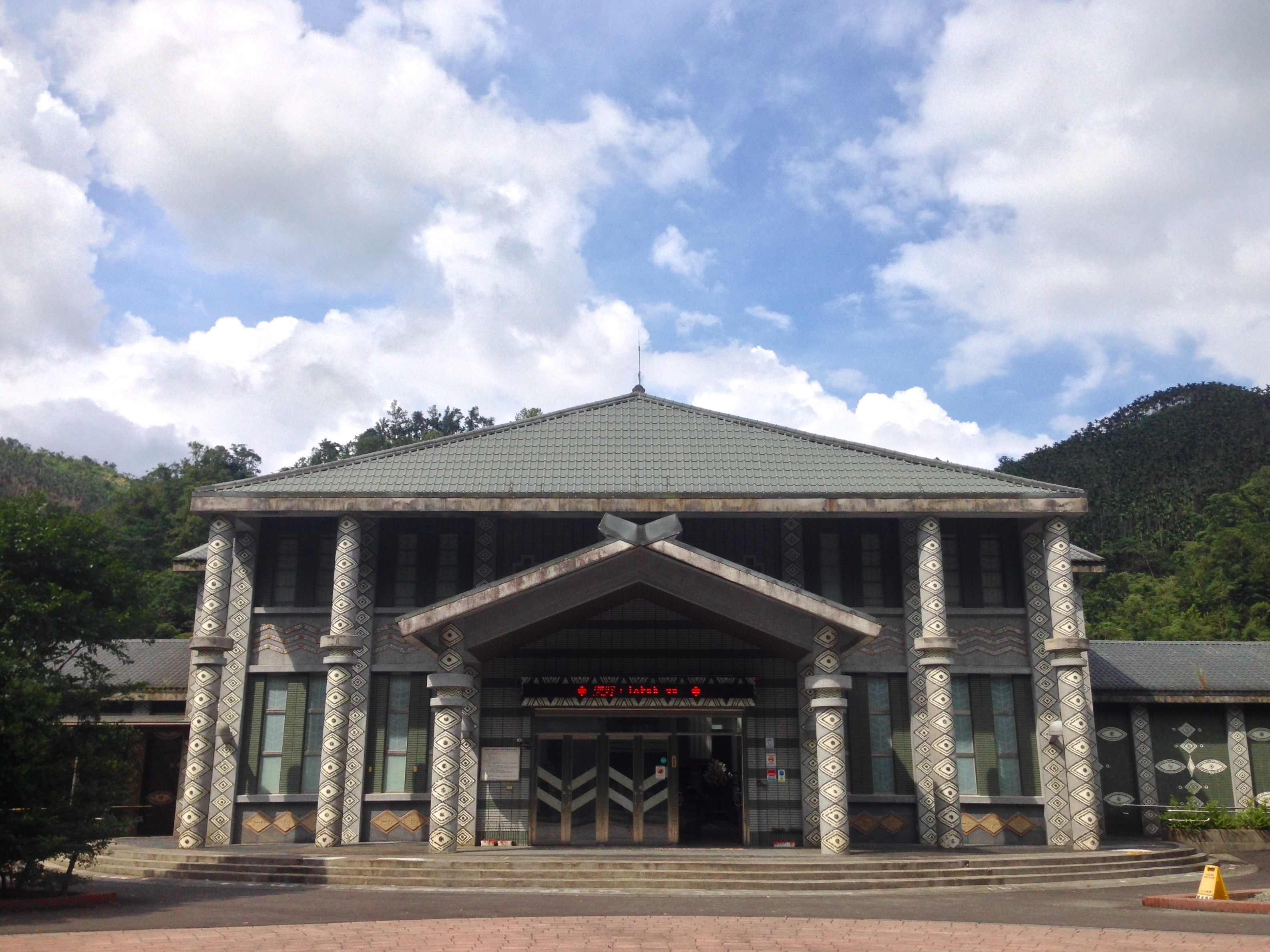
タイヤル生活館

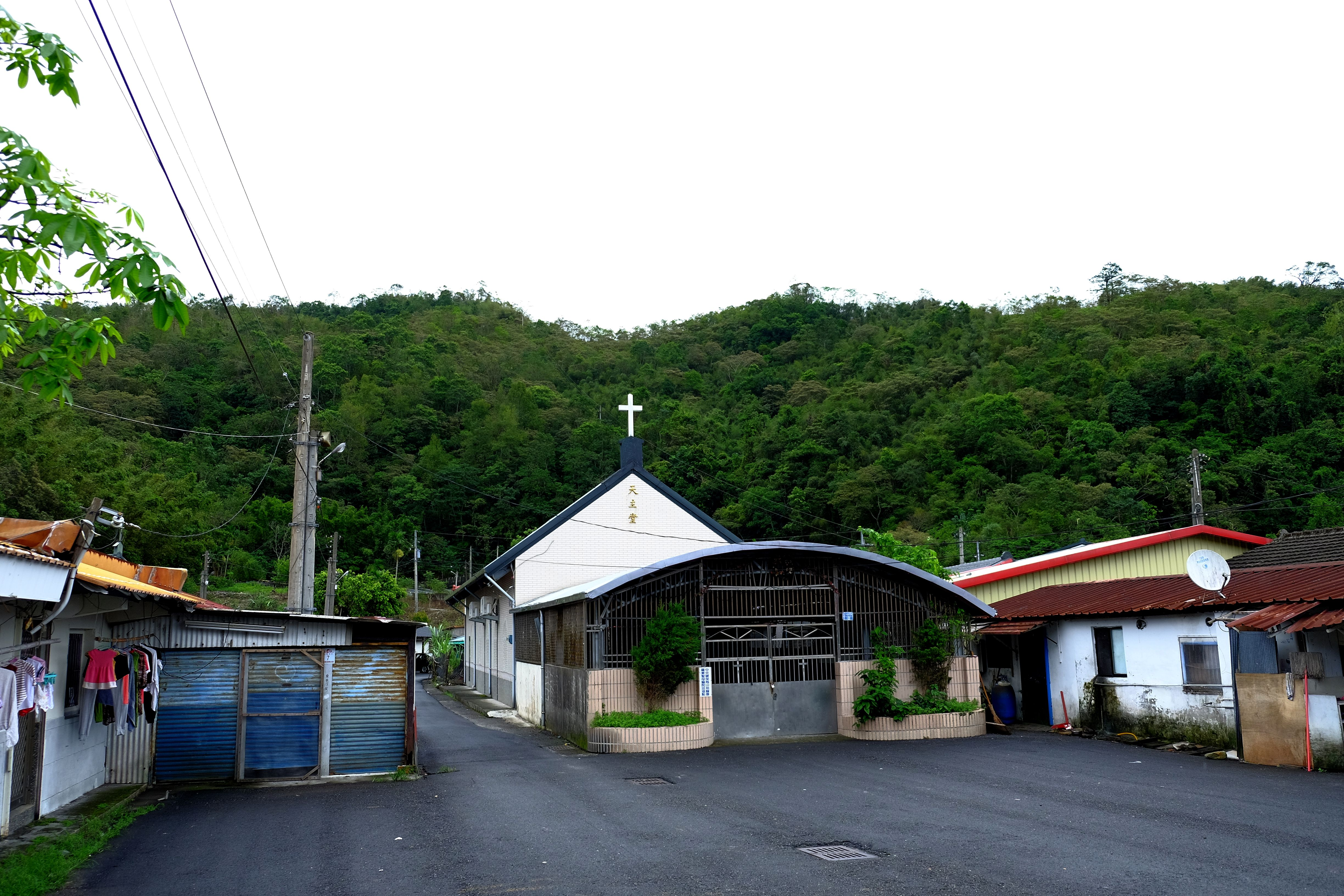
松羅村の長老会天主堂

大同郷（ダートン/だいどう-きょう）は台湾宜蘭県の郷。

## 地理
大同郷は宜蘭県南西端に位置し、西は拳頭母山、バボークル山および瑪瑙山の稜線を以て新北市、桃園県および新竹県と界し、南はピヤナン鞍部の稜線を以て台中市と界し、東は中央山脈を以て南澳郷と界している。典型的な山地郷であり、山地地形は全面積の三分の一におよぶ。住民は原住民のタイヤル族が大部分を占める。

## 歴史
大正9年（1920年）に全域が台北州羅東郡の蕃地とされ、大湖桶山、内員山、蕃社坑、大元山、清水、上清水、九芎湖、清水坑、牛衝鬥、松欏渓、圓山（まるやま）、打馬崙鹿場、冷水坑、ボンボン渓、ボンボン社、濁水、トールイ渓、バヌン社、ボンボン山、大内台（おおうち-だい）、バゴン、タボー、太平山、シキクン社、マナウヤン社、ビヤナン社、ルモアン社、田丸（たまる）合流点、西村（にしむら）合流点、池ノ端（いけのはた）の三十字が置かれた。
昭和17年（1942年）頃、大東亜戦争および皇民化運動の進展にともない昭和村、圓山村、日向村、宮下村、川邊村、太平山村、敷島村、元山村、大和村、田丸村の十村に統合する計画があったが、実施されなかった。
終戦後の1945年、当郷を発する宜蘭濁水渓（現・蘭陽渓）に因んで濁水郷が設置され、1947年、郷内の太平山に因んで太平郷と改称、下級行政区分として濁水村、寒溪村、松羅村、土場村、四季村、埤南村及び太平村の七村が置かれたが、1958年、台中県の太平郷と同名である事により、大同郷と改められた。

## 行政区
| 地区 | 村                                                     |
| ---- | ------------------------------------------------------ |
| 前山 | 崙埤村、松羅村、英士村、太平村、楽水村、復興村、寒渓村 |
| 後山 | 茂安村、四季村、南山村                                 |

## 歴代郷長
| 代 | 氏名 | 任期 |
| -- | ---- | ---- |

## 教育

### 国民中学
- 宜蘭県立大同国民中学

### 国民小学
- 宜蘭県立大同国民小学

## 交通
| 種別     | 路線名称       | その他                    |
| -------- | -------------- | ------------------------- |
| 省道     | 台7線          | 北部横貫公路              |
| 省道     | 台7甲線        |                           |
| 省道     | 台7丙線        |                           |
| 軽便鉄道 | 羅東森林鉄路   | 1979年廃止 楽水駅、土場駅 |
| 軽便鉄道 | 太平山森林鉄路 | 1979年廃止                |

## 観光

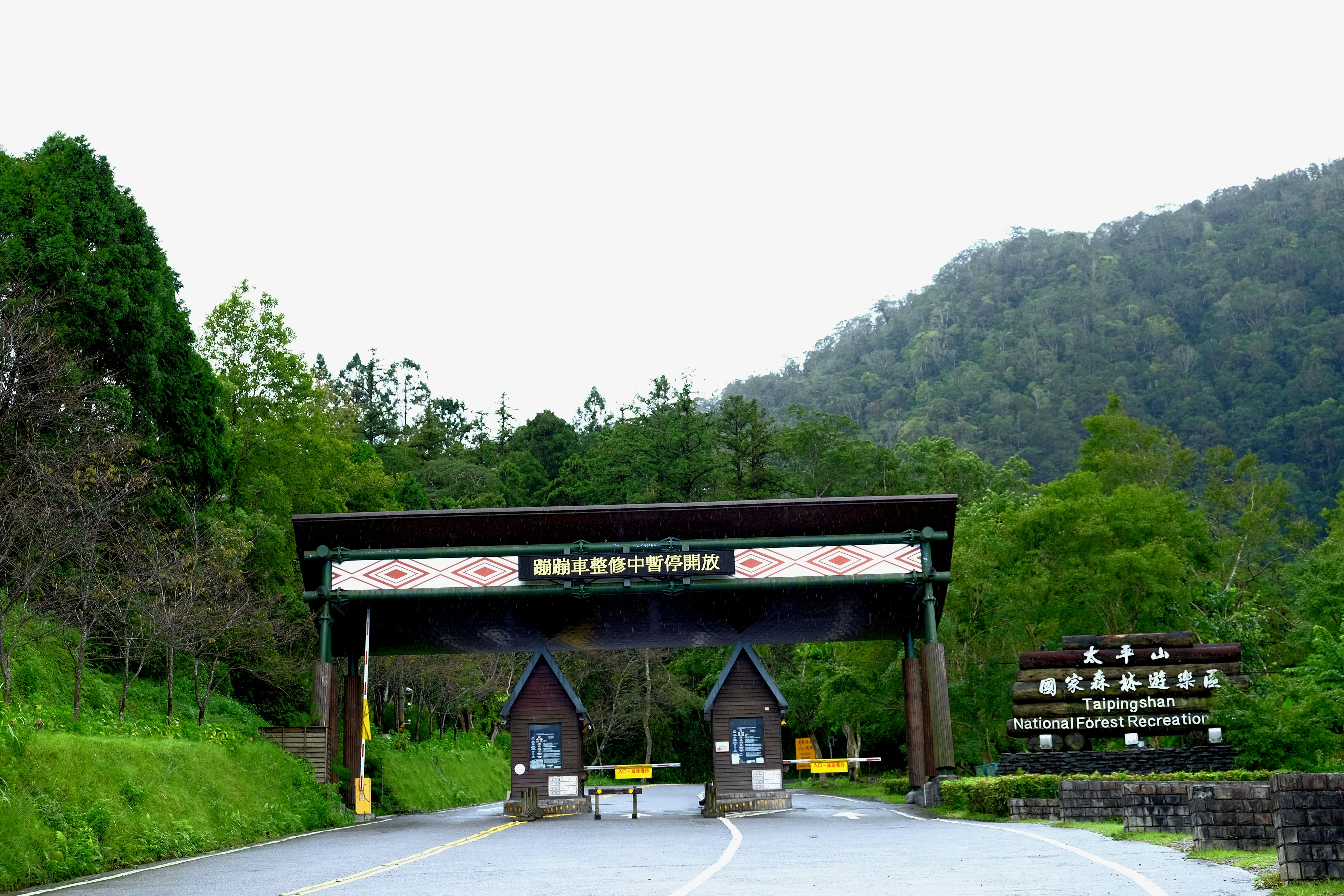
太平山国家森林遊楽区の正門

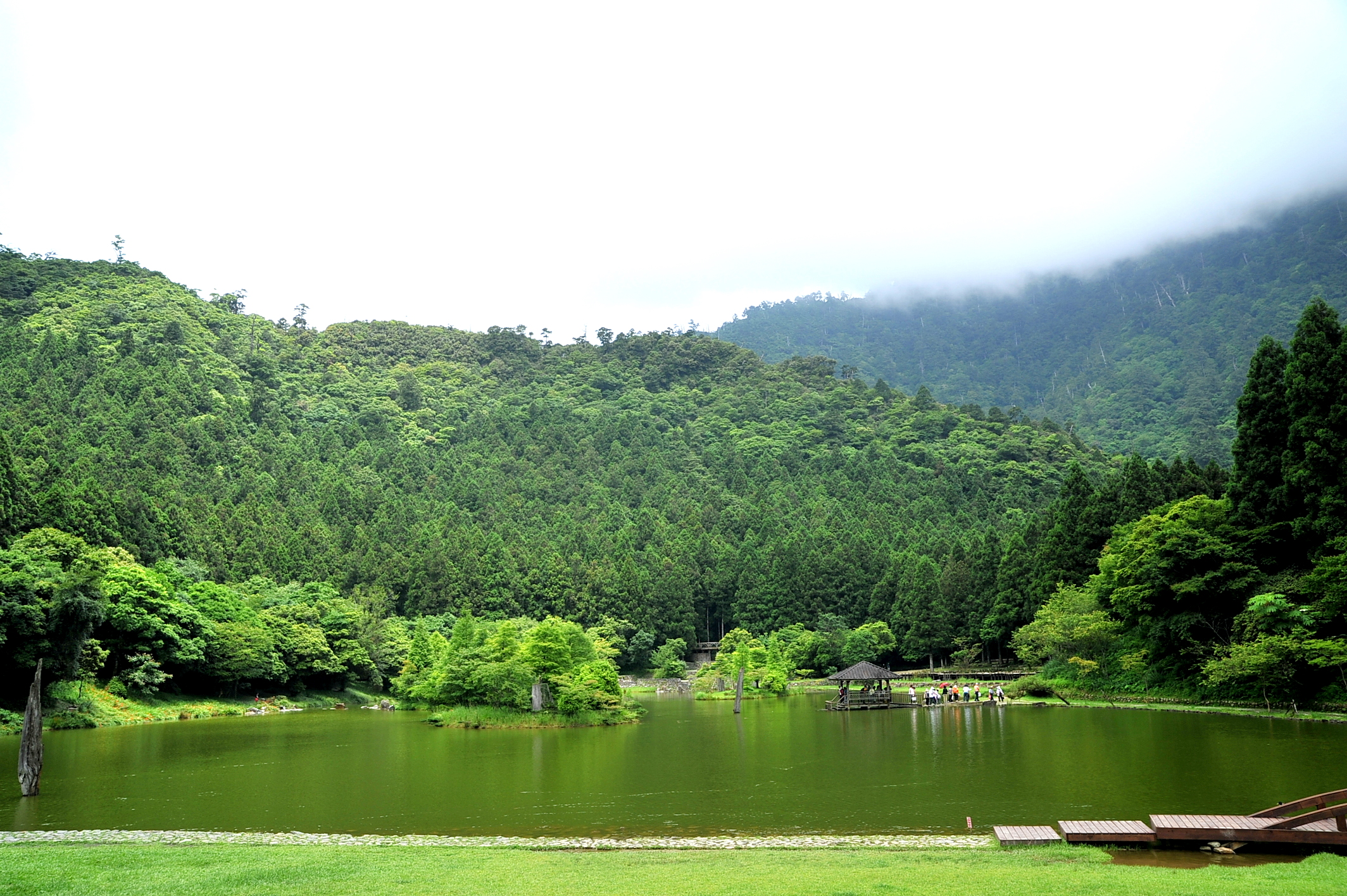
明池

- 太平山国家森林遊楽区（中国語版）
- 明池国家森林遊楽区（中国語版）
- 棲蘭国家森林遊楽区（中国語版）
- 中国歴代神木園区
- 松羅湖
- 翠峰湖（中国語版）
- 鳩之沢温泉
- 南湖大山
- 漆崎山
- ピヤナン鞍部（中国語版）
- 寒渓吊橋
- 清水地熱公園